# Трихозант змеевидный
Трихоза́нт змееви́дный, или Огурец змеевидный (лат. Trichosanthes cucumerina) — вид травянистых растения рода Трихозант семейства Тыквенные.

## Описание

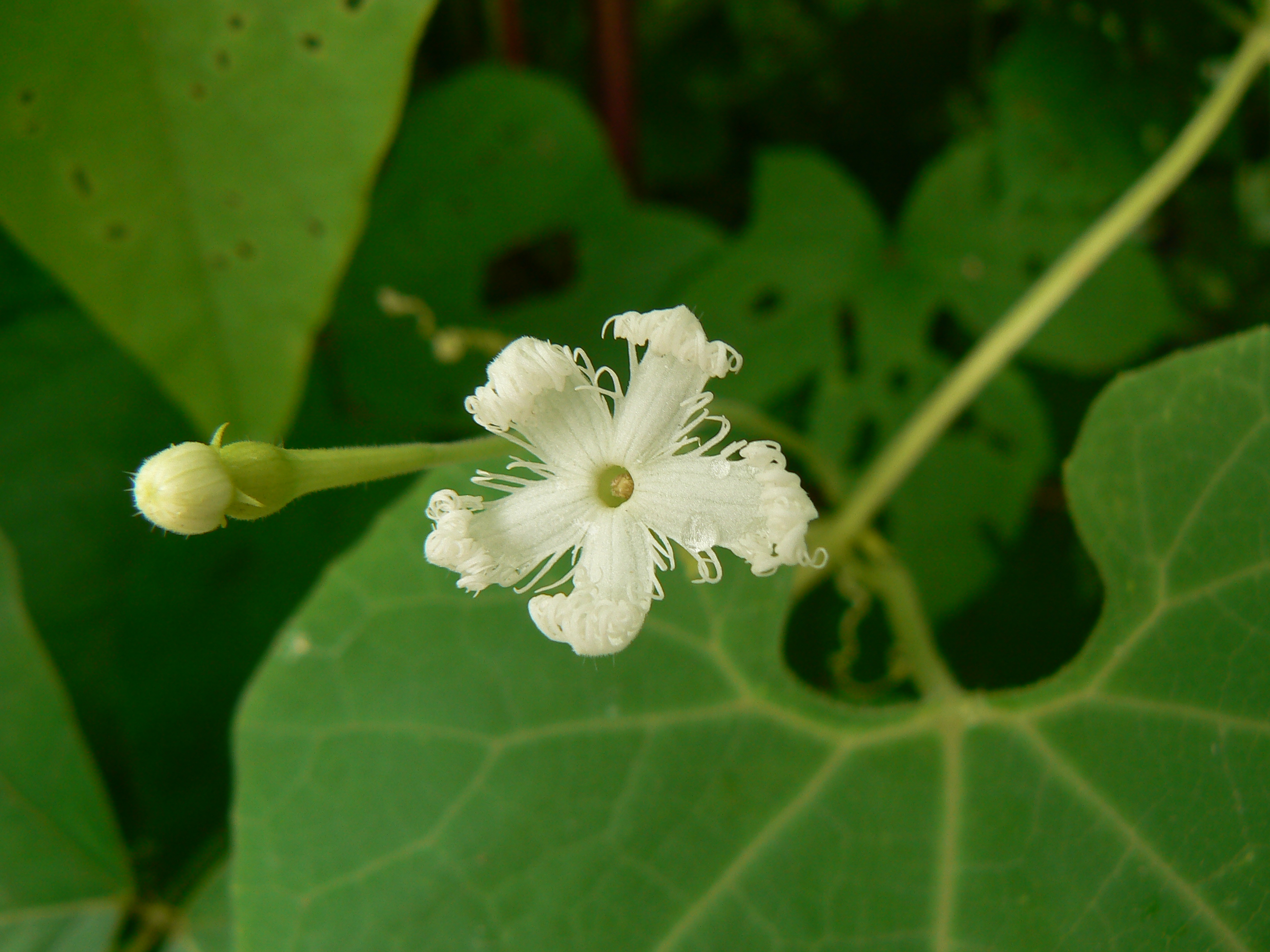
Цветок растения

Трихозант змеевидный — травянистая лиана, культивируемая в тропических и субтропических областях Южной и Юго-Восточной Азии, а также в Австралии ради очень длинного съедобного плода, который может достигать полутора метров в длину и 4—10 см в диаметре.
Плод трихозанта змеевидного узкий, цилиндрический, с тонкой кожицей, внутри содержит мягкую, нежную, слизистую мякоть. Цвет зрелых плодов — оранжевый, с красной мякотью.
В процессе роста плод часто причудливо изгибается, из-за чего растение и получило свои общеупотребительные названия «змеиная тыква» (англ. snake gourd) и «змеиный огурец» (англ. serpent cucumber).

## Применение
Трихозант змеевидный — один из самых популярных овощей, используемых в азиатской кухне. Стебли, усики и листья растения также употребляются в пищу — как зелёные овощи.

## Культивация
Трихозант змеиный обычно выращивают на опорах, а чтобы плод не искривлялся, к его концу подвешивают камень или другой груз. Растение приспособлено к областям избыточного увлажнения и плохо переносит засуху.